# Elisabet Mulder i Pierluisi
Elisabeth Mulder i Pierluisi (Barcelona, 9 de febrer de 1904 - Barcelona 28 de novembre de 1987) fou una escriptora, poeta i narradora, traductora, periodista i crítica literària catalana que va fer la seva obra en castellà. Tingué una formació cosmopolita, amb un gran coneixement de la literatura europea contemporània i una cultura excepcional, que començà en les lectures d'infància.

## Biografia
El seu pare era Enrique Mulder García, un metge holandès i espanyol, i la seva mare era Zoraida Pierluisi Grau, una porto-riquenya amb ascendència italiana i catalana. Del seu pare va heretar un marquesat dels Països Baixos, encara que ella mai va fer servir el títol.
Alguns anys de la seva infància transcorrerien en el país de la seva mare, Puerto Rico, per a retornar ben aviat, als set anys, a Barcelona. Va rebre una sòlida educació a càrrec de preceptors particulars i professors d'idiomes -parlava espanyol, anglès, alemany, francès, italià i rus–, que inclogué també formació musical amb Enric Granados.
El 1921 es va casar amb l'advocat, polític i empresari català Ezequiel Dauner Foix, trenta anys més gran, del qual va tenir un fill nascut el 1923 i de qui enviudaria el 1930. Va residir a Barcelona, amb llargues temporades en diverses capitals europees. Mantingué una relació sentimental amb la periodista Anna Maria Martínez Sagi.
Va formar part del cercle de dones intel·lectuals i artistes de la pintora russa Olga Sacharoff a Catalunya, entre les quals hi havia les pintores Soledad Martínez, Marie Laurencin, Dagoussia i Ángeles Santos, les escultores Lluïsa Granero i Maria Llimona, o l'escriptora Clementina Arderiu.

## Activitat literària i periodística
Inicià molt aviat les seves activitats literàries i les primeres mostres poètiques aparegueren a la revista Sabor y Aroma, firmades amb el pseudònim «Esfinge». El 1919 guanyava un primer premi en els Jocs Florals amb el seu poema Circe, i al cap de poc la seva signatura començava a aparèixer regularment a les pàgines d'El Noticiero Universal, de Barcelona, i després en diverses publicacions periodístiques, destacant sempre pels seus aguts dots d'observació.
Els diaris en què assíduament col·laborà són, entre d'altres, la revista El hogar y la moda, dirigida per la seva gran amiga i mentora María Luz Morales, Mundo Gráfico i ABC, de Madrid, Las provincias, de València, i El Noticiero Universal, Solidaridad Nacional, La Vanguardia i La Noche, de Barcelona. I en revistes com Ínsula, Vértice, Lecturas, Brisas i Destino. O Índice Literario, de Caracas.
El 1927 va publicar el seu primer poemari –Embrujamiento– que cridà poderosament l'atenció, i la situà entre les més prometedores figures de la jove poesia espanyola. I la primera novel·la –Una sombra entre los dos– el 1934, on ja presentava un model de dona nova, d'un feminisme 'il·lustrat', seguida el 1935 de La historia de Java, un relat sobre la història d'una gata que sembla representar l'ànima femenina, independent i errabunda, d'ella mateixa i de la dona del seu temps.
Entorn dels anys de la Guerra Civil també treballà en la traducció, directament del francès, l'anglès, el rusː Pearl S. Buck, o la poesia de Baudelaire, Keats, Shelley o Puixkin.
Els anys quaranta i cinquanta publica les seves novel·les més famoses, que més èxit de lectors li proporcionaren. I també publica contes a la premsa i contes infantils aplegats en reculls de relats. Continuà la seva producció periodística i es feu càrrec de la secció “Letras inglesas” de la revista Ínsula, de Madrid. En aquells anys s'integrà en el cercle cultural d'Eugeni d'Ors a l'Academia del Faro de San Cristóbal i la tertúlia Trascacho. En dècades posteriors desenvolupa una tasca ingent com a conferenciant, requerida per institucions diversesː l'Ateneu Barcelonès o les universitats, de Boston a Puerto-Rico. Als anys vuitanta, abans de perdre la vista, acaba la novel·la El retablo de Salomé Amat, que narra la història d'una família a través de quatre generacions de dones, i recull en un volum, Al otro lado de la calle, alguns contes inèdits amb altres de ja publicats en premsa.
La novel·la Preludio a la muerte (1941) fou adaptada el 1950 al cine –dirigida per Enrique Gómez– amb el títol de Mi hija Verónica. No se'n conserva, però, cap còpia a la Filmoteca Nacional.

## Obra

### Poesia
La seva producció poètica és abundant durant els anys següents, de què donen fe els títols següents: 
- Embrujamiento (1927)
- La canción cristalina (1928)
- Sinfonía en rojo (1929)
- Paisajes y meditaciones (1933)
- Poemas y meditaciones (edició d'homenatge)
- Antología poética, que aparegué a Caracas.

### Novel·la i conte
Encara és més abundant la seva producció en el camp de la novel·la i de la narrativa en general. Les obres més importants, algunes de les quals van merèixer diverses edicions, són:
- Una sombra entre los dos (1934)
- La historia de Java (1935)
- Preludio a la muerte (1941)
- Cuentos del viejo reloj (Contes,1941)
- Una china en la casa y otras historias (Contes, 1942)
- Crepúsculo de una ninfa (1942)
- El hombre que acabó en las islas (1944)
- Más (1944)
- Este mundo (Contes, 1945)
- Las hogueras de otoño (1945)
- Alba Grey (1947)
- Día negro (1953)
- Flora (1953)
- El vendedor de vidas (1953)
- Luna de máscaras (1958)
- Las noches del gato verde (Contes infantils, 1963)
- El retablo de Salomé Amat (inèdita)
- Al otro lado de la calle (Contes, parcialment inèdits)

### Teatre
- La buena locura (1933)
- Romanza de medianoche (1936). Escrita en col·laboració amb Maria Luz Morales.
- Casa Fontana (1948). Adaptació al teatre, feta per la mateixa Mulder, de Crepúsculo de una ninfa. Estrenada el 4 de noviembre de 1948 al Teatre Romea de Barcelona.[5]